# Alessi (torrent)
Pour les articles homonymes, voir Alessi (homonymie).
L'Alessi est un torrent calabrais qui naît à Girifalco (456 m) sur le plateau de la Serres calabraises qui après un parcours de 18 km à travers la province de Catanzaro se jette  dans la mer Ionienne.

## Géographie
Le torrent traverse les localités de Stalettì, Squillace, Girifalco. Son seul affluent significatif est le Ghetterello